# Litocampa jonesi
Litocampa jonesi är en urinsektsart som först beskrevs av Bruno Condé 1949.  Litocampa jonesi ingår i släktet Litocampa och familjen Campodeidae. Inga underarter finns listade i Catalogue of Life.